# By the Blessing of Satan
By the Blessing of Satan – drugi album studyjny fińskiego zespołu blackmetalowego Behexen, wydany 15 marca 2004 roku przez wytwórnię Woodcut Records. 

## Lista utworów
| 1. | "By the Blessing of Satan"          | 04:25 |
|    |                                     |       |
| 2. | "Fist of the Satanist"              | 07:43 |
|    |                                     |       |
| 3. | "Sieluni Saatanan Vihasta Roihuten" | 06:36 |
|    |                                     |       |
| 4. | "Celebration of Christ's Fall"      | 05:42 |
|    |                                     |       |
| 5. | "Black Metal Baptism"               | 07:16 |
|    |                                     |       |
| 6. | "Watchers of My Black Temple"       | 08:26 |
|    |                                     |       |
| 7. | "Under the Eye of Lord"             | 07:17 |
|    |                                     |       |
|    |                                     | 47:25 |
|    |                                     |       |

## Twórcy
Opracowano na podstawie materiału źródłowego:
- Marko "Hoath Torog" Saarikalle – wokal
- Gargantum – gitary
- Pertti "Veilroth" Reponen – gitary
- Lunatic – gitara basowa
- Jani "Horns" Rekola – perkusja

## Wydania
Opracowano na podstawie materiału źródłowego:
- CD - Woodcut Productions, 2004
- edycja dwupłytowa digipak - limitowane do 500 kopii, Woodcut Productions, 2004
- Gatefold LP - limitowane do 500 kopii, Blut & Eisen Productions, 2005
- Gatefold Picture LP - limitowane do 500 kopii, Hammer of Hate, 2007

Wszystkie wydania, poza CD, zawierają bonusowy utwór "Circle Of Black Cult".